# Urophycis tenuis
Espèce
La merluche blanche (Urophycis tenuis ou white hake en anglais) est un poisson de la famille des Gadidés.

## Description
Les merluches, qui font partie de la famille des morues (gadidés), se distinguent du merlu argenté par leurs fines nageoires pelviennes (plus longue chez la merluche à longues nageoires) et leurs dents moins nombreuses. Contrairement à la morue et ses cousins, les merluches n'ont que deux nageoires dorsales, dont la première commence par un long rayon filamenteux. Les merluches peuvent atteindre la taille de 1,3 m et le poids de 20 kg, mais l'on capture des exemplaires dont le poids varie de 1 à 5 kg. Le dos va du brun sale au rougeâtre, avec des reflets métalliques. Ses écailles compliquent d'ailleurs le filetage, comparativement à la morue.

## Aire de distribution
Les merluches préfèrent les fonds mous et, plutôt sédentaires, elles tolèrent une bonne gamme de températures : de 1 à 10 °C pour les jeunes et de 1 à 20 °C pour les adultes. Elles vivent des eaux peu profondes à des profondeurs de 900 m, étant particulièrement concentrées autour de l'Île-du-Prince-Édouard, dans la baie de Fundy et dans les talus du chenal laurentien, s'éparpillant du sud du Labrador et du Grand banc jusqu'à la Caroline du Nord.

## Biologie
La fraie se situe dans le sud du golfe du Saint-Laurent à la mi-été, dans le sud-est de la Nouvelle-Écosse au début de l'automne et dans la baie de Fundy à l'hiver et au printemps. Les œufs de 0,8 mm de diamètre sont équipés de globules d'huile et flottent dans l'eau de mer, tout comme les larves. Les alevins deviennent des poissons de fond à la taille de 10 cm.  On a remarqué une association en eau profonde avec des pétoncles, pouvant abriter des jeunes merluches de 5 à 15 cm.  En un an, les merluches atteignent environ 20 cm, en deux ans 35 cm et en trois ans 45 cm. Les femelles croissent légèrement plus vite que les mâles. Elles se nourrissent principalement de crustacés, comme les amphipodes, les crevettes ou les copépodes, et de petits poissons, comme le hareng, le maquereau, le chaboisseau, le lançon ou le poulamon, et de calmars, mais rarement de mollusques à coquilles. Son importante vessie natatoire (aussi appelée vessie gazeuse ou noues) lui sert de veste de flottabilité.

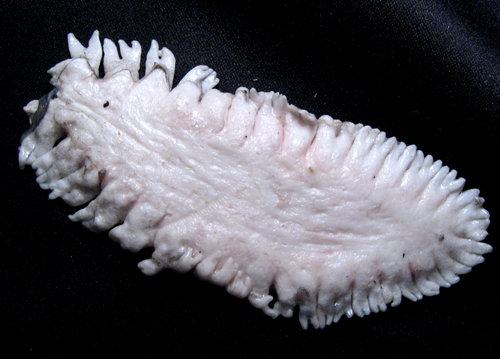
Vessie natatoire de merluche (Îles-de-la-Madeleine 2006)

## Pêche
La pêche se fait au chalut à panneaux, à la palangre et à la palangrotte dans les eaux côtières et pré-côtières. La saison de pêche principale s'étend de juin à novembre. Dans les estuaires, comme celui de Kennebécassis (Nouveau-Brunswick), on capture la merluche sous la glace. Elle constitue une prise accidentelle régulière dans le golfe du Saint-Laurent, entre autres lors de la pêche à la morue. La merluche est abondante à l'Île-du-Prince-Édouard, où elle est très prisée.

## Alimentation
La merluche est un poisson maigre à chair blanche, un peu plus grasse et savoureuse que celle de la morue. Elle est offerte fraîche, congelée (en filets et en blocs), salée et fumée; on en fait aussi des bâtonnets et des portions. Son foie donne une huile recherchée et sa vessie natatoire peut être cuisinée ou servir comme source de gélatine.